# جنسکی (دهانه)

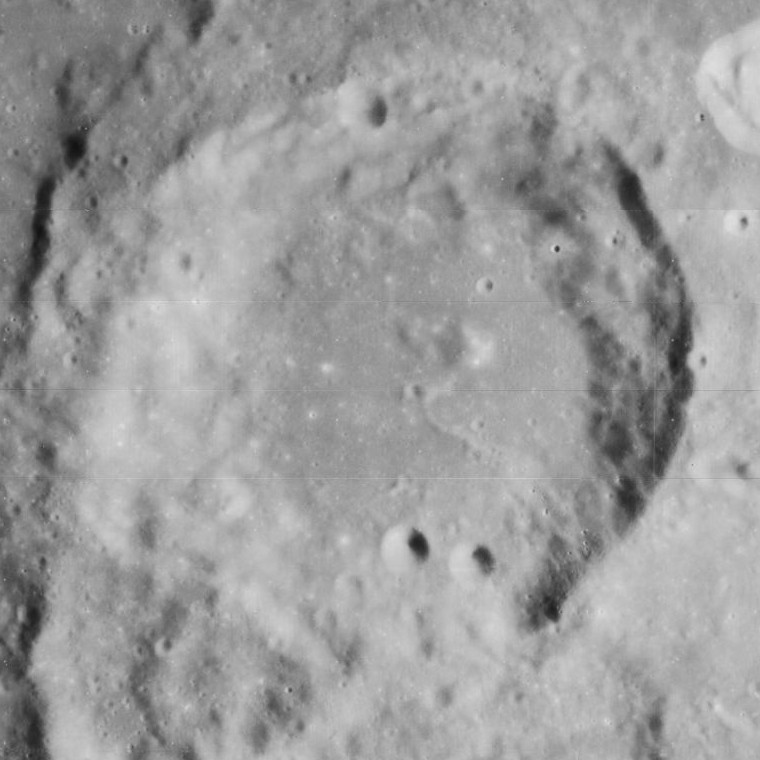
عکس دهانه ای در ماه

جنسکی یک دهانه برخوردی در ماه‌ است.

## دهانه‌های اقماری
این دهانه ۳ دهانه اقماری دارد.
| Jansky | عرض جغرافیایی | طول جغرافیایی | قطر          |
| ------ | ------------- | ------------- | ------------ |
| H      | ۷.۸° N        | ۹۱.۳° E       | ۱۱.۰ کیلومتر |
| D      | ۹.۵° N        | ۹۱.۲° E       | ۲۰.۰ کیلومتر |
| F      | ۸.۸° N        | ۹۲.۲° E       | ۵۰.۰ کیلومتر |